# Laranjeiras do Sul (kommun)
Laranjeiras do Sul är en kommun i Brasilien.   Den ligger i delstaten Paraná, i den södra delen av landet, 1 200 km söder om huvudstaden Brasília. Antalet invånare är 30 783.
Följande samhällen finns i Laranjeiras do Sul:
- Laranjeiras do Sul

Omgivningarna runt Laranjeiras do Sul är en mosaik av jordbruksmark och naturlig växtlighet. Runt Laranjeiras do Sul är det ganska glesbefolkat, med 50 invånare per kvadratkilometer.